# Шюн-е
Шюн-е (俊恵, також читається як Сун-е; 1113 — близько 1191) — японський поет пізнього періоду Хейан. Відомий також під іменем Тайю но Кімі (大夫公). Його учнем був Камо но Чьомей.
Його дідом по лінії матері був Фуджівара но Ацутака, а батьком — Мінамото но Тошійорі, який і навчив сина складати вірші. Після смерті батька, вступив до монашого ордену в Тодай-джі.
Вісімдесят віршів авторства Шюн-е увійшли до різноманітних імперських антологій, один з яких включено у збірку"Сто поетів — сто пісень". Також Шюн-е зібрав власну колекцію віршів під назвою "Рін-йо вака-шю" (林葉和歌集).